# بيت شاكر (جحانة)

تعديل مصدري - تعديل

بيت شاكر هي إحدى قرى عزلة سهمان جحانة بمديرية جحانة التابعة لمحافظة صنعاء، بلغ تعداد سكانها 238 نسمة حسب تعداد اليمن لعام 2004.